# شارل موریس دو تالیران-پریگور
شارل موریس دو تالیران-پریگور (به فرانسوی: Charles Maurice de Talleyrand-Périgord) (۱۷۵۴–۱۸۳۸) که بیشتر با نام تالیران مشهور است، روحانی و دیپلمات برجسته فرانسوی بود. او پس از تحصیل در رشته الهیات، در سال ۱۷۸۰ به عنوان کارگزار کل روحانیون منصوب شد. در سال ۱۷۸۹، درست قبل از انقلاب فرانسه، اسقف اوتون شد. او همواره در بالاترین سطوح دولتی، معمولاً به عنوان وزیر امور خارجه یا در برخی مقام‌های دیپلماتیک دیگر فعالیت می‌کرد. زندگی حرفه‌ای او شامل دوره سلطنت لوئی شانزدهم، سال‌های انقلاب فرانسه، سلطنت ناپلئون بناپارت، لوئی هجدهم و لوئی فیلیپ بود. کسانی که تالیران به آن‌ها خدمت می‌کرد اغلب به او اعتماد نداشتند اما مانند ناپلئون او را بسیار مفید می‌دانستند. نام «تالی‌راند» به عنوان واژه‌ای برای دیپلماسی حیله‌گرانه و بدبینانه تبدیل شده است.
او در سال‌هایی که پیروزی‌های نظامی فرانسه یکی پس از دیگری کشورهای اروپایی را تحت سلطه فرانسه قرار داد، دیپلمات ارشد ناپلئون بود. با این حال، بیشتر اوقات، برای صلح تلاش می‌کرد تا دستاوردهای فرانسه را تثبیت کند. او موفق شد از طریق پیمان لونویل در سال ۱۸۰۱ با اتریش و در پیمان آمین در سال ۱۸۰۲ با بریتانیا صلح کند. او نتوانست از تجدید جنگ در سال ۱۸۰۳ جلوگیری نماید، اما در سال ۱۸۰۵ با جنگ‌های مجدد ناپلئون علیه اتریش، پروس و روسیه مخالفت کرد. ماه اوت ۱۸۰۷ از سمت وزیر خارجه استعفا داد اما اعتماد ناپلئون را حفظ نمود. برای تضعیف نقشه‌های امپراتور از طریق معاملات مخفیانه با الکساندر یکم، امپراتور روسیه و مترنیخ، وزیر اتریش توطئه کرد. تالیران به دنبال صلح ایمن از طریق مذاکره بود تا دستاوردهای انقلاب فرانسه را تداوم بخشد. ناپلئون صلح را رد کرد و هنگامی که در سال ۱۸۱۴ سقوط کرد، تالیران از بازگرداندن خاندان بوربون به قدرت که متفقین تصمیمش را گرفتند، پشتیبانی کرد. او نقش مهمی در کنگره وین در ۱۸۱۴–۱۸۱۵ ایفا کرد؛ جایی که او در مورد یک توافق مساعد برای فرانسه مذاکره و نقشی در بازگشایی فتوحات ناپلئون ایفا کرد.

## اوایل زندگی
تالیران در سال ۱۷۵۲ در پاریس و در خانواده‌ای اشرافی به دنیا آمد که اگرچه قدیمی و برجسته بودند، اما وضعیت مالی خوبی نداشتند. پدرش، کنت چارلز دانیل دو تالیران پریگورد، ۲۰ ساله بود که شارل به دنیا آمد. مادرش الکساندرین دو داماس آنتیگنی بود. هر دو والدین او در دربار دارای سمت بودند، اما به عنوان کوچک‌ترین فرزندان خانواده‌های خود، درآمد قابل توجهی نداشتند. پدر تالیران مدت زمان طولانی در ارتش مشغول به کار بود و به درجه سپهبدی رسید.
از دوران کودکی، تالیران در هنگام راه رفتن لنگ می‌زد، که باعث شد بعدها او le diable boiteux(به فرانسوی «شیطان لنگ») در میان دیگر نام‌های مستعار نامیده شود. او در کتاب خاطرات خود این ناتوانی را به تصادف خود در چهار سالگی مرتبط دانسته است، اما تحقیقات اخیر نشان داده است که لنگ زدن او در واقع مادرزادی بوده است. در هر صورت، معلولیت او باعث شد که نتواند ادامه دهنده راه پدرش در شغل نظامی باشد.
امید بعدی شارل این بود که جایگزین عمویش الکساندر آنژلیک دو تالیران پریگور اسقف اعظم ریمز شود که یکی از با نفوذترین و ثروتمندترین اسقف نشین‌های فرانسه بود.
تالیران در حالی که تا سن ۲۱ سالگی در دانشگاه سوربن الهیات می‌خواند، در هشت سالگی  به کالج d'Harcourt، مدرسه علمیه سنت سولپیس رفت. او در اوقات فراغت خود آثار مونتسکیو، ولتر و سایر نویسندگانی که شروع به زیر سؤال بردن قدرت حکومت و کلیسا کرده بودند، می‌خواند. او به عنوان شماس فرعی شاهد تاجگذاری لوئی شانزدهم در کلیسای جامع رنس در سال ۱۷۷۵ بود. او چهار سال بعد، یعنی در ۱۹ دسامبر ۱۷۷۹، در سن ۲۵ سالگی، به عنوان کشیش منصوب شد. خیلی زود، در سال ۱۷۸۰، او به مقام تأثیرگذار مأمور کل روحانیت دست یافت و در پیشبرد تدوین این آیین نقش بسزایی داشت. فهرستی کلی از املاک کلیسا در فرانسه در سال ۱۷۸۵، همراه با دفاع از «حقوق مسلم کلیسا»، از تصمیمات وی بود که او بعدها آن‌ها را انکار کرد. در سال ۱۷۸۸، نفوذ پدر و خانواده تالیران بر نفرت پادشاه غلبه کرد و او را به عنوان اسقف اوتن با کمک هزینه ۲۲٬۰۰۰ لیور منصوب شد. او در ۴ ژانویه ۱۷۸۹ توسط لوئی آندره دو گریمالدی به عنوان اسقف منصوب شد. تالیران گرچه روشنگر، به سختی عابد و حتی آزاداندیش بود، اما ظاهراً به مراسم مذهبی احترام می‌گذاشت. با این حال، در جریان انقلاب فرانسه، او باید بدبینی خود را نشان می‌داد و تمام اعمال ارتدکس کاتولیک را کنار می‌گذاشت. او در ۱۳ آوریل ۱۷۹۱ از مقام اسقف خود استعفا داد. در ۲۹ ژوئن ۱۸۰۲، پاپ پیوس هفتم، استعفای تالیران را به رسمیت شناخت، رویدادی که غیرمعمول‌ترین اتفاق تا ان زمان در کلیسا بود.

## انقلاب فرانسه

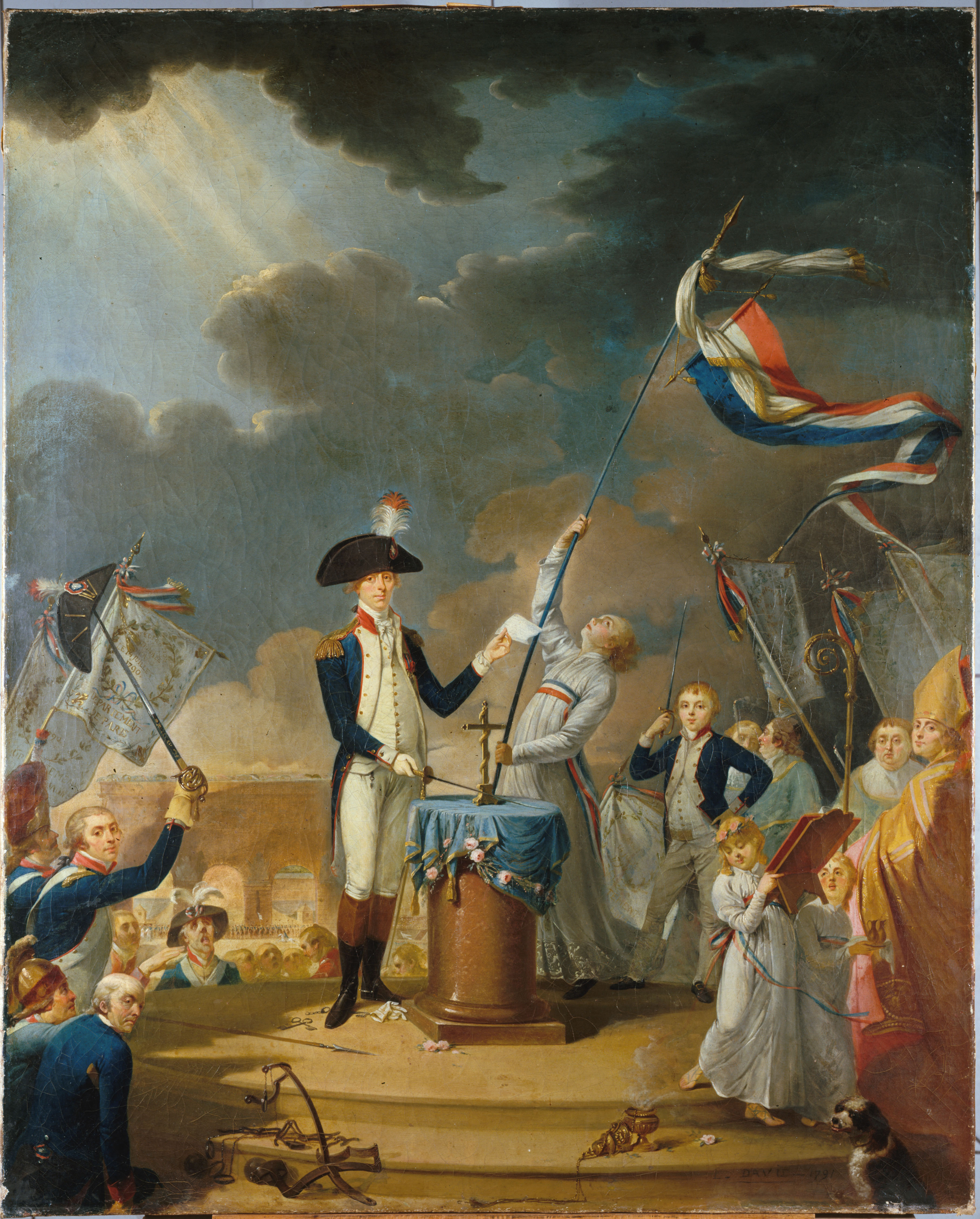
سوگند لافایت در جشنواره فدراسیون، ۱۴ ژوئیه ۱۷۹۰، مدرسه فرانسوی، قرن ۱۸

اندکی پس از تقدیس او به عنوان اسقف اوتن، تالیران در سال ۱۷۸۹ به نمایندگی از روحانیون در مجمع عمومی املاک شرکت کرد. در جریان انقلاب فرانسه، تالیران به شدت از روحانیت ستیزی انقلابیون حمایت کرد. او همراه با میرابو، تصاحب اموال کلیسا را ترویج داد. او در نگارش اعلامیه حقوق بشر و شهروندی شرکت کرد و قانون اساسی مدنی روحانیت را پیشنهاد کرد که کلیسا در جریان آن بسیاری از نفوذ و اختیارات خود را از دست داد و وفاداری روحانیت به جای پاپ به صورت ملی به کشور انجام شد، او به عنوان چهار اسقف اول به آن سوگند خورد، حتی با وجود اینکه خود پس از تکفیر توسط پاپ پیوس ششم در سال ۱۷۹۱ از سمت اسقف استعفا داد. درست قبل از استعفای او از اسقف، تالیران با میرابو و امانوئل ژوزف سیس به عنوان عضو دپارتمان پاریس، انتخاب شده بود. او در این مقام حدود هجده ماه کارهای مفیدی انجام داد تا نظم را در پایتخت آشفته تثبیت کند. اگرچه او اغلب با میرابو روابط سختی داشت، دیدگاه‌های او عموماً با دیدگاه‌های میرابو مطابقت داشت، گفته می‌شود میرابو قبل از مرگش به تالیران توصیه کرده بود تا با انگلیس روابط نزدیکی داشته باشد.